# Editorial Flamboyant
Editorial Flamboyant és una editorial catalana creada el juny de l'any 2009 a Barcelona de la mà d'Eva Jiménez Tubau i de Patricia Martín, que van coincidir al sector editorial l'any 2005, per oferir a un públic infantil llibres il·lustrats.
El nom de l'editorial prové del delònix, flamboyán en castellà, un dels arbres amb més colors del món. És originari de Madagascar, on està en perill d'extinció. Tot i això, s'ha estès per diverses zones del món, on s'adapta i resisteix. Segons expressen des de l'editorial, aquest arbre els evoca calor, estius, vacances i la meravella de llegir sota l'ombra d'un arbre, i això és per a elles el flamboyant: un tresor que s'ha de preservar.
La seva aposta va començar amb la publicació d'una col·lecció de textos clàssics anglosaxons del segle xix, gràcies al fons de la Baldwin Library of Historical Children's Literature de la Universitat de Florida, en format de llibre il·lustrat tant en català com en castellà, anomenada Petits grans tresors, dissenyada per Javier Mas. Després d'aquests volums, l'editorial ha seguit amb molts més títols, allunyats de la primera col·lecció, per tal de donar diversitat d'històries i estils als més petits. I, d'altra banda, també ha participat en diverses fires internacionals, com per exemple a la Feria Internacional del Libro de Guadalajara, a Mèxic, l'any 2017, a la Fira del Llibre de Frankfurt del 2019, o a la Fira del Llibre Infantil de Bolonya del 2019.

## Premis
- Miren Asiain Lora, guanyadora del Premi Junceda 2020 per Un milió d’ostres dalt de la muntanya.

- Sota les onades, de Meritxell Martí i Xavier Salomó, seleccionat com un dels millors llibres per a petits per la Biblioteca Pública de Nova York el 2019.

- La mare va al galop, de Jimena Tello, Premi Fundación Cuatrogatos 2018.

- La versió interactiva d'El monstre de colors, premiada com una de les millors apps infantils 2017.

- Quan en Findus era petit i va desaparèixer, de Sven Nordqvist, Premi Atrapallibres 2012.